# Kråktjärnen (Gåsborns socken, Värmland)
Kråktjärnen är en sjö i Filipstads kommun i Värmland och ingår i Göta älvs huvudavrinningsområde.